# Dan Cortese
Dan Cortese (Sewickley, 14 settembre 1967) è un attore e conduttore televisivo statunitense.

## Biografia
Di origini italiane, ha fatto parte del football team dell'Università del Nord Carolina. Debutta nel 1992 come presentatore del programma di sport estremi di MTV, MTV Sports. Nel 1993 ottiene una parte nel film con Sylvester Stallone Demolition Man, nel 2001 recita una parte nel film The Triangle - Mistero alle Bermuda,  mentre nel 1995 interpreta Jess Hanson in Melrose Place, fratello di Jake Hanson, interpretato dall'attore Grant Show.
Negli anni novanta è stato protagonista di una campagna pubblicitaria per Burger King, in cui gli stato affibbiato il nickname di "Dan Dan: The Whopper Man". Interpreta Perry Rollins nella sit-com L'atelier di Veronica, ruolo che ricopre per tre stagioni. Successivamente appare nelle serie tv Rock Me, Baby e 8 semplici regole, tra il 2003 e il 2006 ha partecipato a Le cose che amo di te nel ruolo di Vic.
Nel 2008 è stato presentatore del programma della NBC My Dad Is Better Than Your Dad.

## Filmografia parziale

### Cinema
- Mistero alle Bermuda (The Triangle), regia di Lewis Teague (2001)

### Televisione
- Seinfeld - serie TV, episodio 5x12 (1994)
- L'atelier di Veronica (Veronica's Closet) - serie TV, 67 episodi (1997-2000)
- Castle – serie TV, episodio 2x20 (2010)

## Doppiatori italiani
Nelle versioni in italiano dei suoi lavori, Dan Cortese è stato doppiato da:
- Roberto Certomà in Le cose che amo di te
- Angelo Maggi in Melrose Place
- Vittorio De Angelis ne L'Atelier di Veronica
- Fabrizio Picconi in Castle